# ポンティアック駅
ポンティアック駅（英語：Pontiac Station）は、イリノイ州ポンティアック ウェスト・ワシントン・ストリート721にある駅。全米各地を結ぶ旅客鉄道のアムトラックが乗り入れている。

## 利用可能な鉄道路線／列車
アムトラックのポンティアック駅に発着する列車は下記の通り。
シカゴとサンアントニオ間の夜行長距離列車テキサス・イーグル号…1日1往復停車
※南行列車のシカゴ（日・火・金）出発便はサンアントニオでサンセット・リミテッド号と併結され、ロサンゼルス行きとなる。シカゴとサンアントニオ間は毎日運転。北行列車のロサンゼルス（日・水・金）出発便はサンアントニオまでサンセット・リミテッド号と併結され、同駅で切り離し。サンアントニオとシカゴ間は毎日運転。
シカゴとセントルイス間の昼行中距離列車リンカーン・サービス…1日3.5往復停車